# Orlando Fuentes (judoka)
Orlando E. Fuentes (19 de noviembre de 1974) es un deportista estadounidense que compitió en judo. Ganó dos medallas en el Campeonato Panamericano de Judo en los años 2000 y 2001.

## Palmarés internacional
| Campeonato Panamericano | Campeonato Panamericano  | Campeonato Panamericano | Campeonato Panamericano |
| Año                     | Lugar                    | Medalla                 | Categoría               |
| ----------------------- | ------------------------ | ----------------------- | ----------------------- |
| 2000                    | Orlando (Estados Unidos) | Medalla de oro          | –73 kg                  |
| 2001                    | Córdoba (Argentina)      | Medalla de plata        | –73 kg                  |